# Piatra (Ciofrângeni), Argeș
Piatra este un sat în comuna Ciofrângeni din județul Argeș, Muntenia, România.